# Вершина Тутуры
Верши́на Туту́ры — село в Качугском районе Иркутской области России. Административный центр Вершино-Тутурского муниципального образования. 

## География
Находится примерно в 56 км к северо-востоку от районного центра — посёлка Качуг.

## Население
| 2002 | 2010 | 2011 | 2012 |
| ---- | ---- | ---- | ---- |
| 213  | ↘183 | ↘182 | ↗183 |

По данным Всероссийской переписи, в 2010 году в селе проживали 183 человека (95 мужчин и 88 женщин), в основном эвенки.